# Brumadoïta
La brumadoïta és un mineral de la classe dels sulfats. Rep el nom de la localitat de Brumado, a Bahia (Brasil), la seva localitat tipus.

## Característiques
La brumadoïta és un sulfat de fórmula química Cu₃(Te6+O₄)(OH)₄·5H₂O. Va ser aprovada com a espècie vàlida per l'Associació Mineralògica Internacional l'any 2008. Cristal·litza en el sistema monoclínic. La seva duresa a l'escala de Mohs és 1. Químicament es troba relacionada amb el frankhawthorneïta i la xocomecatlita, ambdós anhidres. També és força semblant a la jensenita i altres minerals tel·lurats(IV) com la cesbronita, la graemita, la millsita i la teineïta.

## Formació i jaciments
Va ser descoberta al pou Pedra Preta, que es troba a la localitat de Brumado, a l'estat de Bahia (Brasil). Es tracta de l'únic indret de tot el planeta on ha estat descrita aquesta espècie mineral.